# Нортвест (Північна Кароліна)
Нортвест (англ. Northwest) — місто (англ. city) в США, в окрузі Брансвік штату Північна Кароліна. Населення — 703 особи (2020).

## Географія
Нортвест розташований за координатами 34°18′53″ пн. ш. 78°8′43″ зх. д. / 34.31472° пн. ш. 78.14528° зх. д. (34.314846, -78.145295).  За даними Бюро перепису населення США в 2010 році місто мало площу 18,16 км², уся площа — суходіл.

## Демографія
Згідно з переписом 2010 року, у місті мешкало 735 осіб у 288 домогосподарствах у складі 203 родин. Густота населення становила 40 осіб/км².  Було 326 помешкань (18/км²).
Расовий склад населення:
| - 66,7 % — чорних або афроамериканців - 29,9 % — білих - 0,3 % — азіатів - 1,6 % — осіб інших рас |

До двох чи більше рас належало 1,5 %. Частка іспаномовних становила 3,3 % від усіх жителів.
За віковим діапазоном населення розподілялося таким чином: 23,5 % — особи молодші 18 років, 61,1 % — особи у віці 18—64 років, 15,4 % — особи у віці 65 років та старші. Медіана віку мешканця становила 43,1 року. На 100 осіб жіночої статі у місті припадало 96,5 чоловіків;  на 100 жінок у віці від 18 років та старших — 87,3 чоловіків також старших 18 років.
Середній дохід на одне домашнє господарство  становив 49 575 доларів США (медіана — 46 705), а середній дохід на одну сім'ю — 55 621 долар (медіана — 52 738). За межею бідності перебувало 19,2 % осіб, у тому числі 30,5 % дітей у віці до 18 років та 9,8 % осіб у віці 65 років та старших.
Цивільне працевлаштоване населення становило 359 осіб. Основні галузі зайнятості: освіта, охорона здоров'я та соціальна допомога — 29,2 %, виробництво — 13,1 %, роздрібна торгівля — 11,1 %, публічна адміністрація — 9,5 %.